# Puchar Świata w narciarstwie alpejskim mężczyzn 1991/1992
Puchar Świata w narciarstwie alpejskim mężczyzn sezon 1991/1992 to 26 edycja tej imprezy. Cykl ten rozpoczął się w amerykańskim Park City 23 listopada 1991 roku, a zakończył 22 marca 1992 roku w szwajcarskiej miejscowości Crans-Montana.

## Podium zawodów

### indywidualnie
| Lp                                                 | Data              | Miejsce                | Konkurencja | Zwycięzca             | 2. miejsce                  | 3. miejsce            |
| 1.                                                 | 23 listopada 1991 | Park City              | gigant      | Alberto Tomba         | Paul Accola                 | Roberto Spampatti     |
| 2.                                                 | 24 listopada 1991 | Park City              | slalom      | Alberto Tomba         | Paul Accola                 | Konrad Ladstätter     |
| 3.                                                 | 29 listopada 1991 | Breckenridge           | gigant      | Paul Accola           | Alberto Tomba               | Fredrik Nyberg        |
| 4.                                                 | 30 listopada 1991 | Breckenridge           | slalom      | Paul Accola           | Thomas Fogdö                | Alberto Tomba         |
| 5.                                                 | 7 grudnia 1991    | Val d’Isère            | zjazd       | AJ Kitt               | Leonhard Stock              | Franz Heinzer         |
| 6.                                                 | 8 grudnia 1991    | Val d’Isère            | supergigant | Marc Girardelli       | Atle Skårdal                | Urs Kälin             |
| 7.                                                 | 10 grudnia 1991   | Sestriere              | slalom      | Alberto Tomba         | Finn Christian Jagge        | Ole Kristian Furuseth |
| 8.                                                 | 14 grudnia 1991   | Val Gardena            | zjazd       | Franz Heinzer         | Leonhard Stock              | Atle Skårdal          |
| 9.                                                 | 15 grudnia 1991   | Alta Badia             | gigant      | Alberto Tomba         | Steve Locher                | Paul Accola           |
| 10.                                                | 17 grudnia 1991   | Madonna di Campiglio   | slalom      | Finn Christian Jagge  | Alberto Tomba               | Thomas Fogdö          |
| 11.                                                | 4 stycznia 1992   | Kranjska Gora          | gigant      | Sergio Bergamelli     | Hans Pieren                 | Alberto Tomba         |
| 12.                                                | 5 stycznia 1992   | Kranjska Gora          | slalom      | Alberto Tomba         | Armin Bittner               | Ole Kristian Furuseth |
| 13.                                                | 11 stycznia 1992  | Garmisch-Partenkirchen | zjazd       | Markus Wasmeier       | Patrick Ortlieb             | Hans-Jörg Tauscher    |
| 14.                                                | 12 stycznia 1992  | Garmisch-Partenkirchen | supergigant | Patrick Holzer        | Paul Accola                 | Peter Rzehak          |
| 15.                                                | 13 stycznia 1992  | Garmisch-Partenkirchen | slalom      | Patrice Bianchi       | Hubert Strolz               | Alberto Tomba         |
| 16.                                                | 13 stycznia 1992  | Garmisch-Partenkirchen | kombinacja  | Paul Accola           | Ole Kristian Furuseth       | Hubert Strolz         |
| 17.                                                | 17 stycznia 1992  | Kitzbühel              | zjazd       | Franz Heinzer         | Daniel Mahrer               | Xavier Gigandet       |
| 18.                                                | 18 stycznia 1992  | Kitzbühel              | zjazd       | Franz Heinzer         | AJ Kitt                     | Patrick Ortlieb       |
| 19.                                                | 19 stycznia 1992  | Kitzbühel              | slalom      | Alberto Tomba         | Patrice Bianchi             | Armin Bittner         |
| 20.                                                | 19 stycznia 1992  | Kitzbühel              | kombinacja  | Paul Accola           | Marc Girardelli             | Hubert Strolz         |
| 21.                                                | 22 stycznia 1992  | Adelboden              | gigant      | Ole Kristian Furuseth | Hans Pieren                 | Marc Girardelli       |
| 22.                                                | 25 stycznia 1992  | Wengen                 | zjazd       | Franz Heinzer         | Markus Wasmeier             | Helmut Höflehner      |
| 23.                                                | 26 stycznia 1992  | Wengen                 | slalom      | Alberto Tomba         | Paul Accola                 | Armin Bittner         |
| 24.                                                | 26 stycznia 1992  | Wengen                 | kombinacja  | Paul Accola           | Günther Mader               | Hubert Strolz         |
| 25.                                                | 1 lutego 1992     | Megève                 | supergigant | Paul Accola           | Marco Hangl                 | Franz Heinzer         |
| 26.                                                | 2 lutego 1992     | Saint-Gervais          | gigant      | Didrik Marksten       | Alberto Tomba               | Markus Wasmeier       |
| 16. Zimowe Igrzyska Olimpijskie 1992 – Albertville |                   |                        |             |                       |                             |                       |
| 27.                                                | 1 marca 1992      | Morioka                | supergigant | Paul Accola           | Urs Kälin                   | Jan Einar Thorsen     |
| 28.                                                | 6 marca 1992      | Panorama               | zjazd       | William Besse         | Daniel Mahrer Günther Mader |                       |
| 29.                                                | 7 marca 1992      | Panorama               | zjazd       | Daniel Mahrer         | Jan Einar Thorsen           | AJ Kitt               |
| 30.                                                | 8 marca 1992      | Panorama               | supergigant | Daniel Mahrer         | Jan Einar Thorsen           | AJ Kitt               |
| 31.                                                | 14 marca 1992     | Aspen                  | zjazd       | Daniel Mahrer         | William Besse               | Patrick Ortlieb       |
| 32.                                                | 15 marca 1992     | Aspen                  | supergigant | Kjetil André Aamodt   | Günther Mader               | Paul Accola           |
| 33.                                                | 20 marca 1992     | Crans-Montana          | gigant      | Alberto Tomba         | Kjetil André Aamodt         | Didrik Marksten       |
| 34.                                                | 22 marca 1992     | Crans-Montana          | slalom      | Alberto Tomba         | Paul Accola                 | Finn Christian Jagge  |

## Końcowa klasyfikacja generalna
| Miejsce | Zawodnik              | Punkty |
| ------- | --------------------- | ------ |
| 1.      | Paul Accola           | 1699   |
| 2.      | Alberto Tomba         | 1362   |
| 3.      | Marc Girardelli       | 996    |
| 4.      | Ole Kristian Furuseth | 854    |
| 5.      | Franz Heinzer         | 842    |
| 6.      | Günther Mader         | 797    |
| 7.      | Markus Wasmeier       | 752    |
| 8.      | Daniel Mahrer         | 646    |
| 9.      | Hubert Strolz         | 611    |
| 10.     | AJ Kitt               | 594    |
| 10.     | Patrick Ortlieb       | 594    |

### Zjazd (po 9 z 9 konkurencji)
| Miejsce | Zawodnik        | Punkty |
| ------- | --------------- | ------ |
| 1.      | Franz Heinzer   | 649    |
| 2.      | Daniel Mahrer   | 537    |
| 3.      | AJ Kitt         | 461    |
| 4.      | Patrick Ortlieb | 450    |
| 5.      | Leonhard Stock  | 403    |

### Supergigant (po 6 z 6 konkurencji)
| Miejsce | Zawodnik            | Punkty |
| ------- | ------------------- | ------ |
| 1.      | Paul Accola         | 429    |
| 2.      | Marc Girardelli     | 296    |
| 3.      | Günther Mader       | 286    |
| 4.      | Jan Einar Thorsen   | 225    |
| 5.      | Kjetil André Aamodt | 220    |

### Slalom gigant (po 7 z 7 konkurencji)
| Miejsce | Zawodnik              | Punkty |
| ------- | --------------------- | ------ |
| 1.      | Alberto Tomba         | 520    |
| 2.      | Hans Pieren           | 400    |
| 3.      | Paul Accola           | 330    |
| 4.      | Ole Kristian Furuseth | 285    |
| 5.      | Johan Wallner         | 238    |

### Slalom (po 9 z 9 konkurencji)
| Miejsce | Zawodnik             | Punkty |
| ------- | -------------------- | ------ |
| 1.      | Alberto Tomba        | 820    |
| 2.      | Paul Accola          | 588    |
| 3.      | Finn Christian Jagge | 533    |
| 4.      | Armin Bittner        | 375    |
| 5.      | Patrice Bianchi      | 293    |

### Kombinacja (po 3 z 3 konkurencji)
| Miejsce | Zawodnik           | Punkty |
| ------- | ------------------ | ------ |
| 1.      | Paul Accola        | 300    |
| 1.      | Hubert Strolz      | 180    |
| 3.      | Markus Wasmeier    | 141    |
| 4.      | Josef Polig        | 112    |
| 5.      | Stephan Eberharter | 110    |

### Drużynowo
| Miejsce | Kraj       | Punkty |
| ------- | ---------- | ------ |
| 1.      | Szwajcaria | 6687   |
| 2.      | Austria    | 4877   |
| 3.      | Włochy     | 4454   |
| 4.      | Norwegia   | 3689   |
| 5.      | Niemcy     | 2166   |